# Malikisi
Malikisi är en ort i Kenya. Den ligger i den västra delen av landet, 300 km nordväst om huvudstaden Nairobi. Malikisi ligger 1 343 meter över havet och antalet invånare är 4 319.
Terrängen runt Malikisi är platt söderut, men norrut är den kuperad. Runt Malikisi är det tätbefolkat, med 459 invånare per kvadratkilometer. Närmaste större samhälle är Bungoma, 19,9 km sydost om Malikisi. Omgivningarna runt Malikisi är en mosaik av jordbruksmark och naturlig växtlighet.